# Prepolje
Prepolje – wieś w Słowenii, w gminie Starše. W 2018 roku liczyła 524 mieszkańców.